# 마라노에쿠오
마라노에쿠오(이탈리아어: Marano Equo)는 이탈리아 라치오주 로마현에 위치한 코무네다. 로마로부터 동쪽 45km 거리에 있다.